# Senozan
Senozan ist eine französische Gemeinde mit 1132 Einwohnern (Stand 1. Januar 2022) im Département Saône-et-Loire in der Region Bourgogne-Franche-Comté. Sie gehört zum Arrondissement Mâcon und zum Kanton Hurigny.
Nachbargemeinden von Senozan sind La Salle im Norden, Boz im Nordosten, Asnières-sur-Saône im Osten, Saint-Martin-Belle-Roche im Süden und Charbonnières im Südwesten.

## Bevölkerungsentwicklung
| Jahr      | 1962 | 1968 | 1975 | 1982 | 1990 | 1999 | 2008 |
| Einwohner | 412  | 448  | 601  | 777  | 894  | 918  | 1107 |

## Sehenswürdigkeiten
- Schlossruine Senozan